# Kyle Sabihy
Kyle Sabihy (* 28. Oktober 1983 im Los Angeles County) ist ein US-amerikanischer Schauspieler.
Sabihy wurde durch die Rolle des Michael Sobel in der US-amerikanischen Komödie Reine Nervensache bekannt, die er in der Fortsetzung Reine Nervensache 2 wiederholte.
Sabihy wurde von 1996 bis 2000 fünfmal für den Young Artist Award nominiert, den er 1997 (für Fashion Affairs) und 1998 (für Hiller and Diller) gewann.

## Filmografie (Auswahl)
- 1997: Hiller and Diller
- 1998: Bad Girl – Mord ist keine Lösung
- 1999: Reine Nervensache
- 2000: The Amati Girls
- 2002: Reine Nervensache 2
- 2002: The Gray in Between
- 2005: Little Athens
- 2006: The Guardians
- 2008: The Fighters
- 2008: Bald
- 2009: American High School